# Kastell Vemania

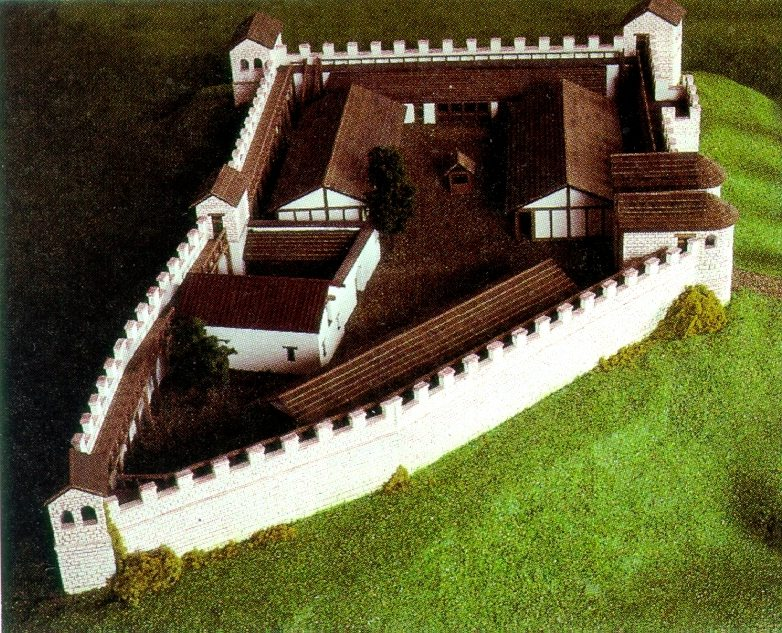
Rekonstruktionsmodell des Kastells im Stadtmuseum Isny

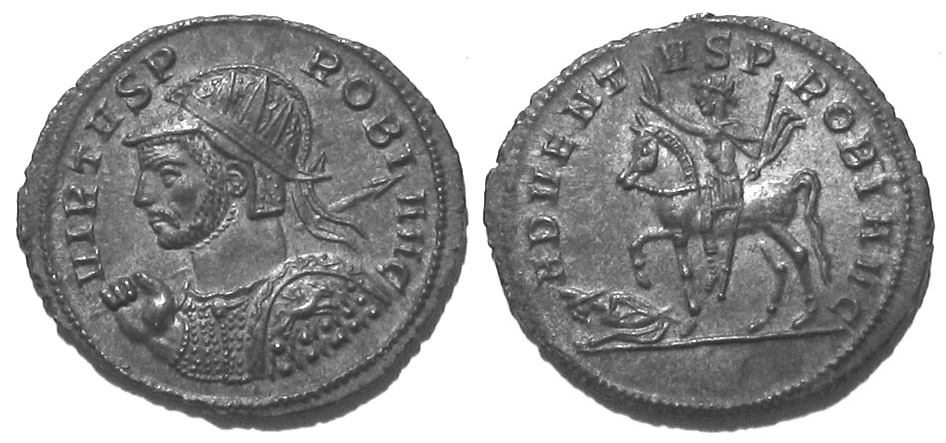
Antoninian des Probus

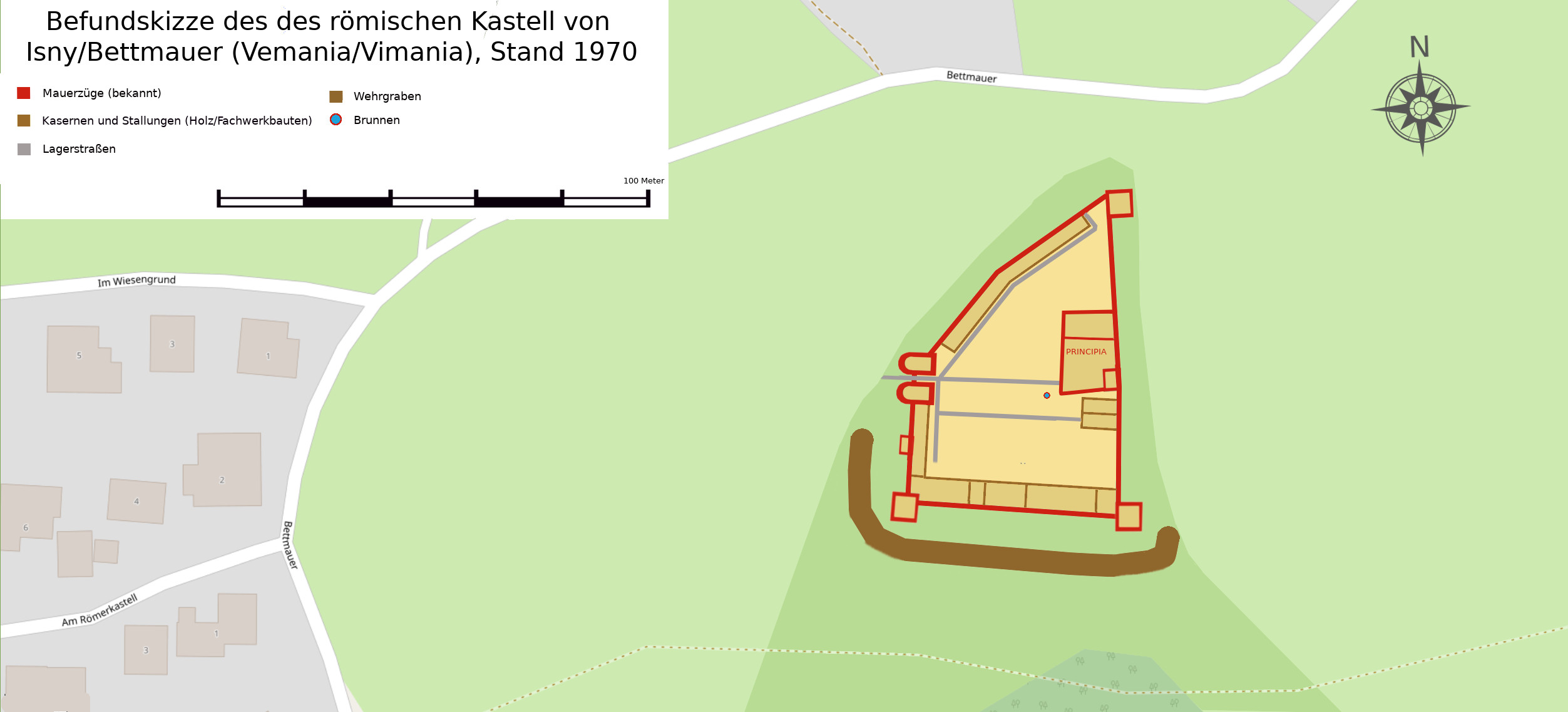
Befundskizze des Kastells nach Jochen Garbsch

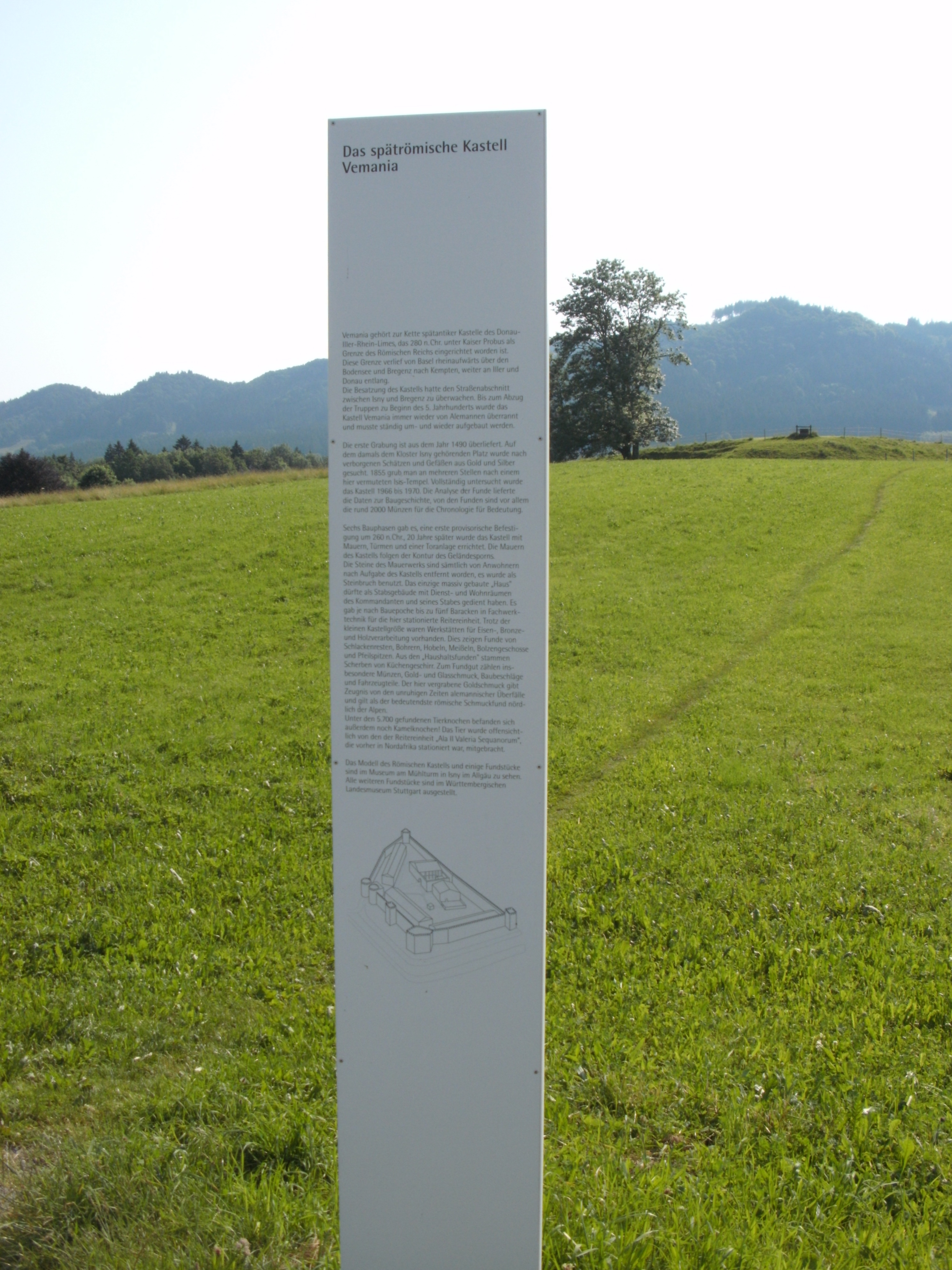
Infotafel auf dem Kastellgelände

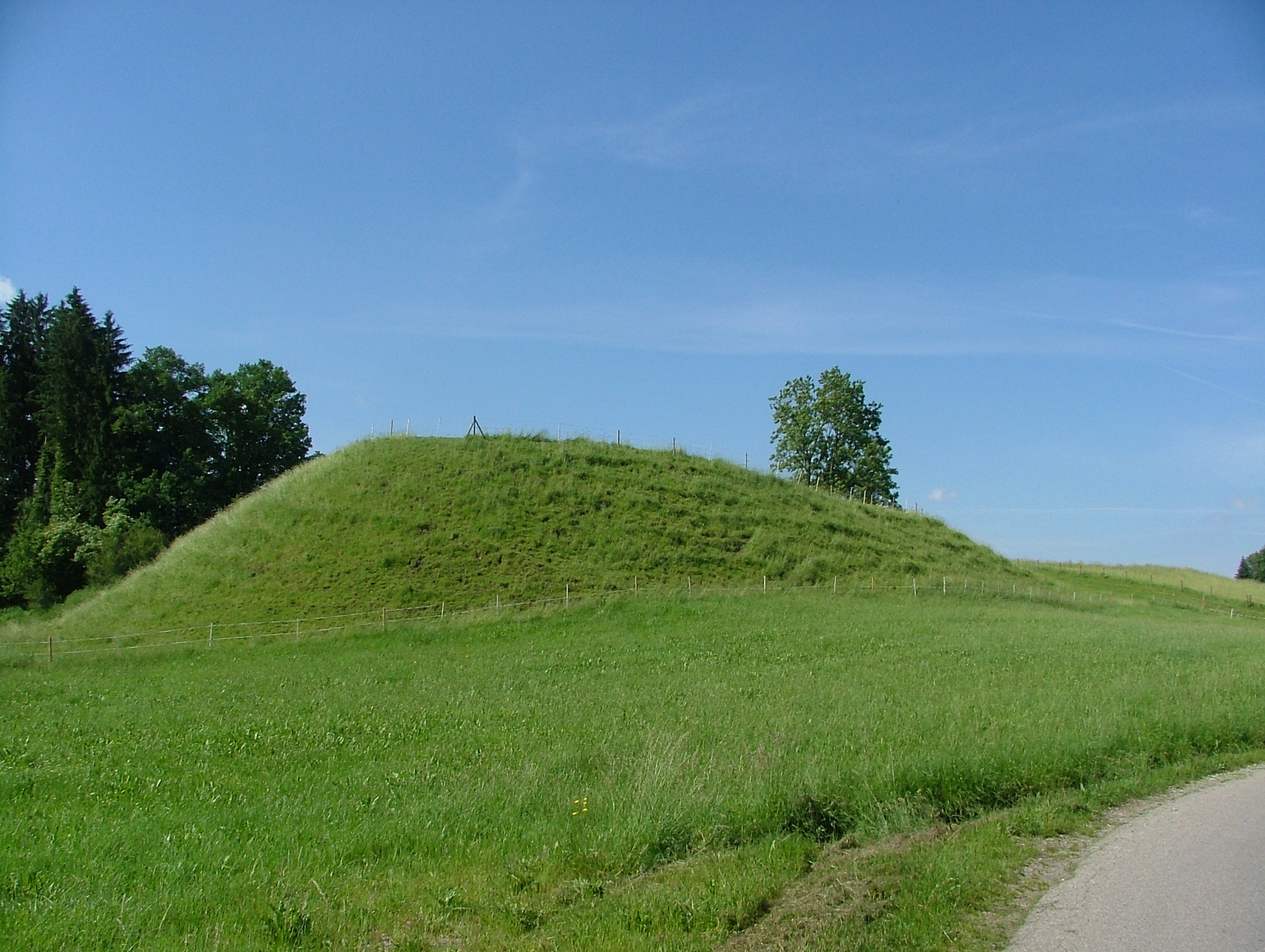
Bettmauer – Westseite des Kastellplateaus

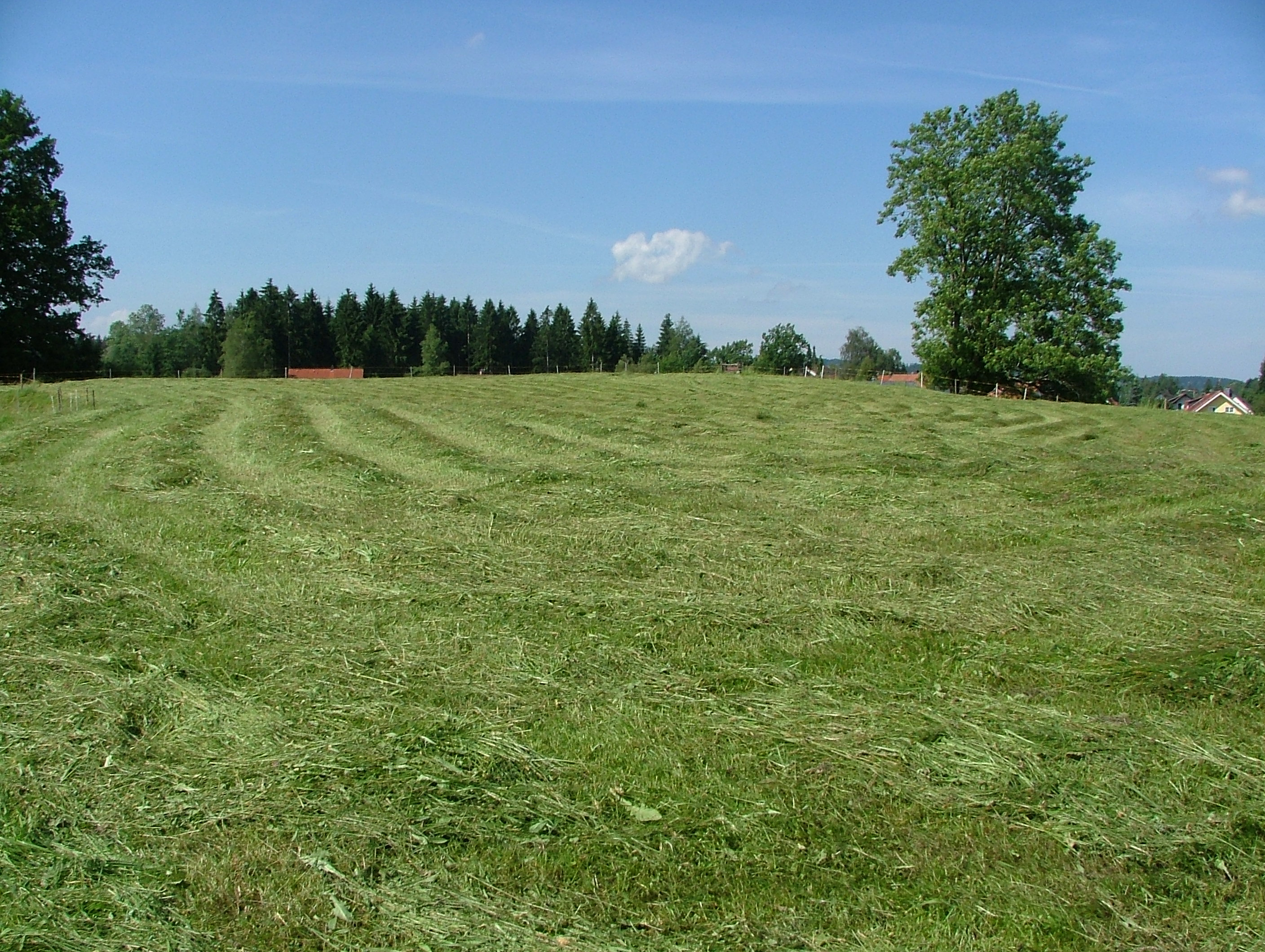
Blick auf das Kastellplateau

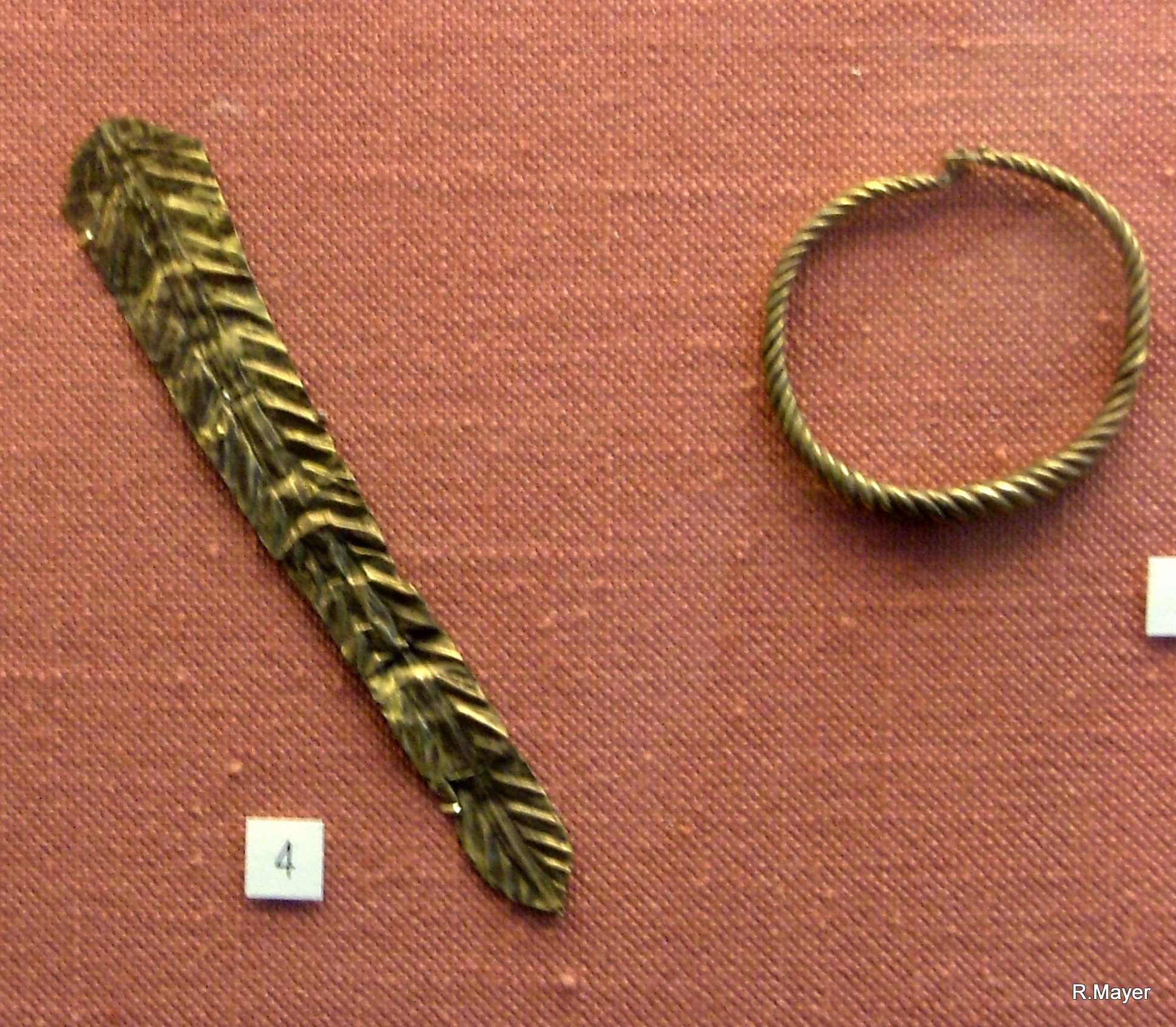
Goldschmuck aus einem der Hortfunde

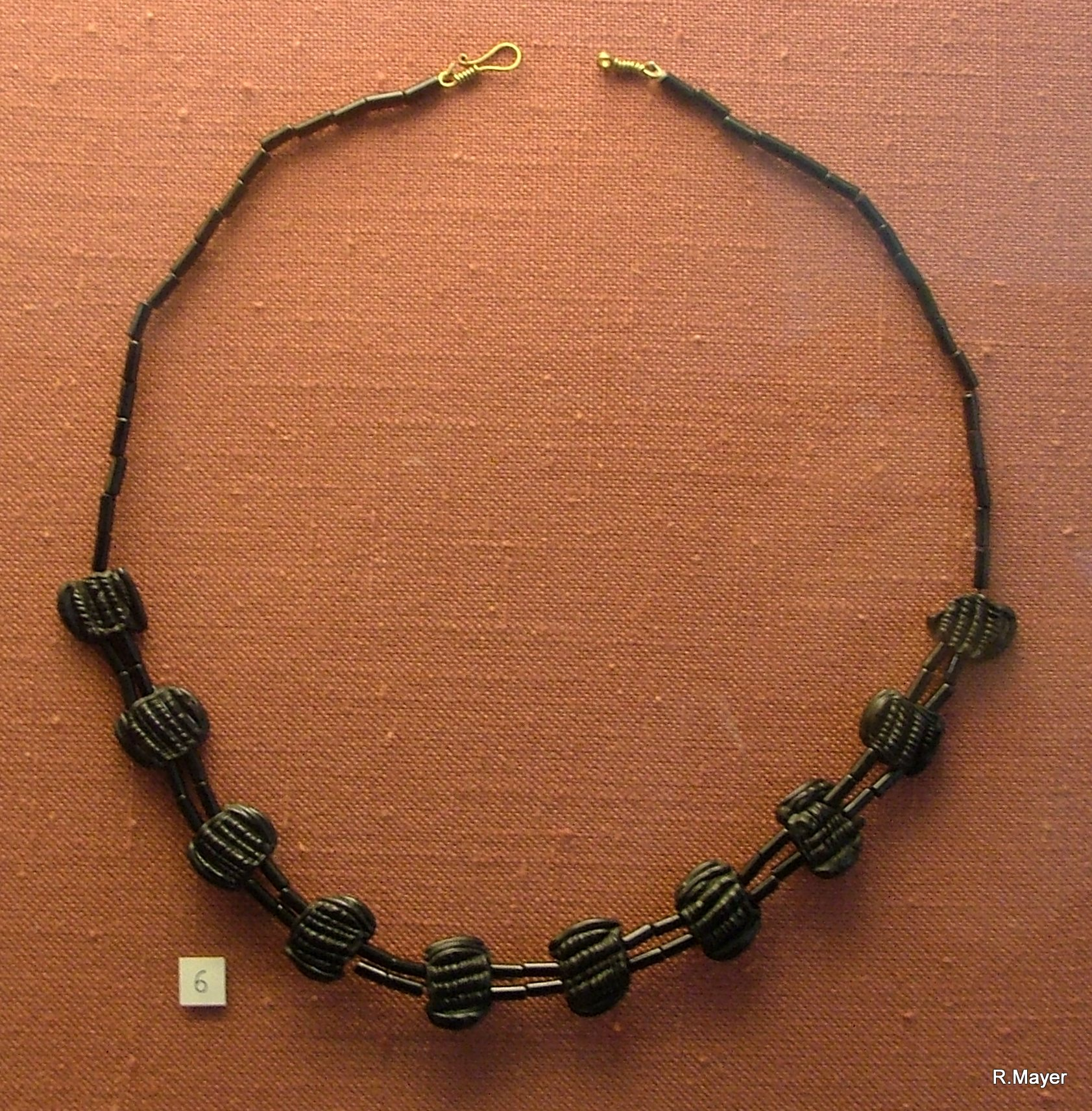
Halskette aus dem Schatzfund

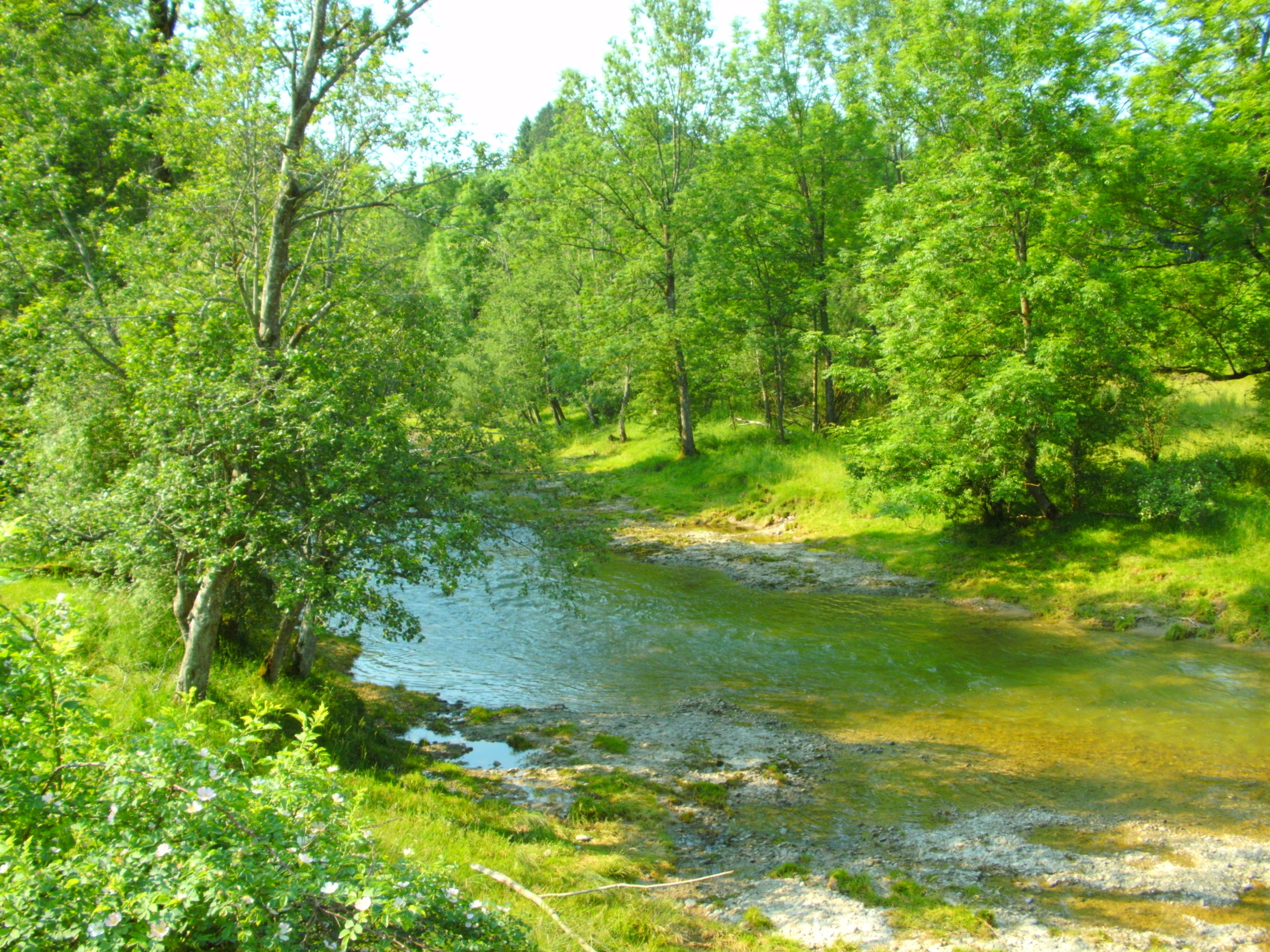
Flussbett der Argen bei Bettmauer

Das Kastell Vemania (auch Vimania) war ein spätrömisches Reiterkastell (Alenkastell) auf dem heutigen Gemeindegebiet von Isny im Allgäu im Landkreis Ravensburg in Baden-Württemberg.
Es war Teil der Kastellkette des spätantiken Donau-Iller-Rhein-Limes in der römischen Provinz Raetia II. Dieser Limes wurde ab 280 n. Chr. – größtenteils unter Kaiser Diokletian – als neue Grenze und Ersatz für den im späten 3. Jahrhundert n. Chr. aufgegebenen Obergermanisch-Rätischen Limes eingerichtet. Die Befestigung war vermutlich auch Keimzelle der späteren, 1043 erstmals urkundlich erwähnten Stadt Isny.

## Name
Vemania wird in mehreren antiken Hauptquellen erwähnt: der Tabula Peutingeriana, dem Itinerarium Antonini und der Notitia dignitatum. Der Platz muss also von einiger Bedeutung gewesen sein. Im 19. Jahrhundert war man der Ansicht, dass sich der Name der Stadt Isny von einem Tempel der Göttin Isis ableitete, der einst in unmittelbarer Nähe des Kastells gestanden haben soll. Bis ins Mittelalter müssen noch bedeutende Reste des aufgehenden Mauerwerks sichtbar gewesen sein, da der Name des angrenzenden Weilers „Bettmauer“ sich wohl auf die Kastellruine bezieht.

## Lage
Das Areal des Kastells liegt zwei Kilometer östlich des Ortsrandes von Isny entfernt, am Fuß eines Höhenzugs (Adelegg) zwischen Kleinhaslach, ca. 500 m nordnordwestlich des Weilers Bettmauer im Ortsteil Burkwang. Das Lager stand auf einer zwölf Meter hohen, 60–80 m langen, 40–45 m breiten, an der Spitze einer spornartigen Moränenterrasse über der in der Antike stark versumpften Talaue der Unteren Argen. Von hier aus konnte man das umgebende Hügelland nach Norden und Westen hin und eine nahe gelegene Furt durch den Fluss gut überblicken. Ost- und Nordhang fallen sehr steil ab. Das Flussbett führte in römischer Zeit möglicherweise nahe am Plateau vorbei. Der dadurch entstandene Prallhang im Osten bot so einen natürlichen Schutz, während die West- und Südseite durch einen Graben vor Angreifern gesichert werden musste.

## Funktion
Vemania wird generell mit dem Kastell bei Isny/Burkwang gleichgesetzt. Dazu gehörte jedoch möglicherweise auch eine Zivilsiedlung im Raum Gestratz-Maierhöfen-Grünenbach, zu deren Schutz es ebenfalls gedient haben könnte. Strategisch bedeutend war die Befestigung für den Schutz der Fernstraße von der Provinzhauptstadt Augsburg über Kempten-Bregenz-Chur zu den Alpenpässen. An dieser Stelle, also zwischen Kempten und Bregenz, bildete dieser Verkehrsweg zugleich die Grenze, zu deren Schutz das Kastell angelegt worden war. Die hier stationierte Reitereinheit hatte vor allem den Limesabschnitt bis Bregenz/Brigantium zu überwachen. Das Lager war wohl Standort bzw. Sammelpunkt einer mobilen Einsatztruppe. Bei Bedarf konnten hier größere Truppenverbände zusammengezogen und zu gefährdeten Brennpunkten des Limes in Marsch gesetzt werden. Die Besatzung des Kastells kontrollierte in weiterer Folge die Flussübergänge sowie einen Verkehrsknotenpunkt, wo Straßenverbindungen von
- Leutkirch nach Immenstadt, von
- Kempten/Cambodunum nach Wangen und nach
- Bregenz zusammenliefen.

Vermutlich führte auch eine Trasse nach Augsburg/Augusta Vindelicum – vor Rücknahme der Reichsgrenze an die Iller – über „Viaca“, weil man dadurch gegenüber der etwas längeren Strecke über Cambodunum eine ganze Tagesetappe einsparen konnte. Insbesondere im unmittelbaren Nahbereich Vemanias sind die Trassenführungen stark durch die natürlichen Gegebenheiten der gebirgigen Topographie vorgegeben sowie durch die Enge der Talsohlen, die von der Argen und ihren Nebenläufen durchflossen werden.

## Entwicklung
213 n. Chr. durchbrachen alamannische Scharen erstmals den rätischen Limes, gelangten dabei jedoch nicht sehr weit ins Hinterland. Dies glückte ihnen erst zwanzig Jahre später. Es war vor allem deshalb möglich, weil die kampfstärksten Truppen der römischen Rhein- und Donauarmee im späten 3. Jahrhundert größtenteils auf den östlichen Kriegsschauplatz zum Kampf gegen das Sassanidenreich abgezogen worden waren. Die Grenzgarnisonen waren dadurch in ihrer Abwehrkraft erheblich geschwächt. Die Bevölkerung am obergermanisch-rätischen Limes wurde vom Kaiserhof in Rom praktisch sich selbst überlassen, was schon bald zahlreiche germanische Plündererbanden anlocken sollte. Ihre Einfalle ins Reichsgebiet hatten aber noch keine Landeroberung, sondern nur Beutezüge zu den reichen, vollkommen ungeschützt auf dem Land liegenden Städte und Gutshöfe zum Ziel.
Hatten die Alamannen einmal die nur unzureichend gesicherte Grenze überwunden, bot das gut ausgebaute römische Straßennetz die Möglichkeit, rasch ins Limeshinterland vorzustoßen. Kaiser Maximinus Thrax (235–238) konnte zwar den rätischen Limes wieder stabilisieren, aber bereits unter seinen Nachfolgern Valerian (253–260) und Gallienus (253–268) brach die Grenzverteidigung in Rätien wiederholt zusammen. Infolgedessen konnten die Alamannen erneut fast ungehindert die Provinz verheeren, die Städte Augsburg und Kempten zerstören und sogar bis ins Umland von Mailand/Mediolanum vordringen. Einmal mehr trafen diese Raubzüge vor allem die direkt am Limes ansässige Zivilbevölkerung besonders hart. Das Dekumatland war bald nicht mehr zu halten und wurde von der Armee geräumt (siehe Limesfall). Zwischendurch vermochten aber einzelne Soldatenkaiser noch einmal energisch durchzugreifen und den Grenzprovinzen für kurze Zeit wieder eine gewisse Sicherheit und Stabilität zurückzugeben. So wurde unter Kaiser Probus (276–282) eine neue Kastellkette vom Bodensee bis zur Illermündung aufgebaut, zu der auch Vemania zählte.
Eine römische Niederlassung existierte hier wahrscheinlich schon seit dem frühen 3. Jahrhundert n. Chr. Anhand der Befunde gehen die Archäologen davon aus, dass das erste Lager um 260 gegründet wurde. Obwohl Vemania unter Probus mehrfach umgebaut und verstärkt worden war, dürfte es trotzdem immer wieder von den Alamannen verheert worden zu sein. 282/283 erstmals zerstört, wurde es unter der Herrschaft Diokletians (284–305), im Zuge der Einrichtung des Donau-Iller-Rhein-Limes, wieder aufgebaut, ging aber bereits um 302/303 erneut in Flammen auf. Darauf weist die Münzreihe von zwei der hier gemachten Hortfunde hin. Unter Konstantin I. (306–337) wurde es wieder instand gesetzt, wahrscheinlich dann noch einmal um 350 renoviert. In den 360er Jahren wurde das Lager zweimal niedergebrannt, aber erneut aufgebaut, ehe es zwischen 401 und 406 endgültig aufgegeben wurde. Die Kastellbesatzung hatte vermutlich das Lager vorher von allen noch Verwendbaren geräumt und dann angezündet. In diesen Jahren zog der weströmische Regent Flavius Stilicho fast alle Grenztruppen zum Schutz des Kernlandes Italien gegen die abtrünnige Gotenarmee des Alarich ab. Die Ruine wurde danach im Laufe der Jahrhunderte zur Gänze durch Steinraub abgetragen. Eine Siedlungskontinuität ausgehend vom römischen Kastell bis zum heutigen Isny ist nicht belegt. Auch Vorgängersiedlungen aus alamannischer Zeit sind bislang nicht bekannt geworden. Erste Siedlungsspuren finden sich erst ab dem 11. Jahrhundert.

## Forschungsgeschichte
1490 wurde der Platz im Auftrag des Abts Georg vom Kloster in Isny nach angeblich hier verborgenen Schätzen umgegraben. Dabei barg man anscheinend auch tatsächlich einige Gold- und Silberartefakte. 1855 fanden die ersten nach archäologischen Gesichtspunkten organisierten Ausgrabungen statt. Man suchte dabei aber in erster Linie nach Überresten eines Isis-Tempels, um die Theorie der Ähnlichkeit bzw. Ableitung des Namens der Stadt Isny mit der ägyptischen Göttin Isis zu bestätigen.
1882 untersuchte Eduard Paulus das Gelände. 1926 führte Gerhard Bersu die ersten Grabungen nach modernen wissenschaftlichen Methoden durch.
Die wichtigsten Ausgrabungen erfolgten zwischen 1966 und 1970 durch die Kommission zur archäologischen Erforschung der Bayerischen Akademie der Wissenschaften in München und des Staatlichen Amtes für Denkmalpflege in Tübingen, Leitung Jochen Garbsch. Dabei wurden unter anderem rund 2000 Münzen gefunden, die vor allem für die Chronologie des Kastells von großer Bedeutung waren.

## Kastell
Die Festungsanlage wurde in mehreren Bauphasen errichtet, der jüngste Umbau hat wahrscheinlich in valentinianischer Zeit stattgefunden. Der Grundriss, ein unregelmäßiges Fünfeck, folgt exakt den Konturen des Moränenhügels. Insgesamt konnten sechs Bauphasen voneinander unterschieden werden. Eine erste – wohl zunächst nur provisorische – Befestigung entstand um 260 n. Chr. Sie beschränkte sich in ihrer Fläche auf den Nordteil des zuvor einplanierten Plateaus. Vom frühen Kastell konnte nur im Norden ein fünf Meter breiter und 1,7 m tiefer Graben (Spitzgraben A) nachgewiesen werden. In den späteren Bauphasen bzw. zur Vergrößerung des Kastells musste die Plateaufläche von den römischen Ingenieuren durch Aufschüttungen erweitert werden. Die fast nur noch durch ihre Fundamentgräben nachweisbare Umfassungsmauer (Breite 1–1,80 m) maß im Osten 88 m und war zusätzlich mit drei Eck- und zwei Zwischentürmen verstärkt worden. Sie war bis zu einem Meter breit. Das Kastell war nur im Nordwesten durch ein Tor, mit einer Durchfahrt, zugänglich. Es war von zwei weit vorkragenden Hufeisentürmen, mit je einem Durchmesser von vier Metern, flankiert. An West- und Südseite wurde ein zwölf Meter breiter und drei Meter tiefer Wehrgraben (Spitzgraben B) angelegt, der heute noch sichtbar ist. Er trennte das Plateau von dem leicht nach Westen abfallenden Vorland. Zwischen Kastellmauer und Graben lag eine sechs bis sieben Meter breite Berme.
Im Inneren des Kastells standen zum überwiegenden Teil einfache Holz- und Fachwerkbauten, die entlang der Wehrmauer angeordnet waren. Das einzige in Stein erbaute Gebäude waren wohl die mit Ziegeln gedeckten Principia oder auch principia cum praetorio (15 × 19,50 m), mit Wohn- oder Verwaltungsräumen für den Lagerkommandanten, die sich an der Ostmauer befanden. An Nord-, Süd- und Westmauer standen im Abstand von 1,50–5 m bis zu fünf Fachwerkbaracken, die als Unterkünfte für die Soldaten, als Werkstätten und Pferdeställe dienten. Ihre Ausmaße schwankten während der verschiedenen Bauphasen. In den Werkstätten wurde hauptsächlich Eisen-, Bronze- und Holzbearbeitung betrieben. Die Trinkwasserversorgung wurde durch zwei Brunnen gewährleistet.

## Straßenposten
Das Kastell war vermutlich auch ein Haltepunkt für Durchreisende an der von Ost nach West verlaufenden Straße Bregenz–Kempten. Zu ihrer Sicherung hatte man entlang dieser Strecke zahlreiche Burgi errichtet. Zum nächstgelegenen Wachtturm in Richtung Osten, bei Nellenbruck, war der Kontakt mit Feuer- und Rauchzeichen möglich. In östlicher Richtung nach Kempten befand sich nach dem Wengener Tobel (heute bei Weitnau, in späterer Zeit Höhenburg bzw. Burg Alt-Trauchburg über OT Kleinweilerhofen) bei Schwarzerd (Nähe Buchenberg) ein Wachturm (seine Überreste sind noch heute sichtbar) und etwas weiter kurz vor Kempten der Burgus Ahegg. Im Westen finden sich bei Heimenkirch in den Ortsteilen Meckatz, Dreiheiligen und Kappen die Reste von nicht weniger als vier spätantiken Burgi. Mit ziemlicher Sicherheit standen in der Region noch mehr dieser Befestigungen.
In der linearen Anordnung der Wachtürme spiegelt sich deutlich das beim Donau-Iller-Rhein-Limes verfolgte Sicherungssystem wider, das Grenzgebiet von Städten aus mit einem Netz gut ausgebauter Straßen zu durchziehen, die durch eine Kette von Kastellen und dazwischenliegenden Wachtürmen bzw. Burgi kontrolliert und gesichert wurden. Dies ermöglichte im Krisenfall die rasche Nachrichtenübermittlung und Alarmierung aller verfügbaren Truppeneinheiten, die entlang des Limes stationiert waren.

## Garnison
Die Besatzungseinheit und der Dienstrang des Lagerkommandanten sind aus der Notitia dignitatum bekannt, wo sie in der Truppenliste des Oberbefehlshabers der Provinz, des Dux Raetiae primae et secundae, aufscheinen. In dieser findet sich für „Vimania“ folgender Eintrag:
Praefectus alae secundae Valeriae Sequanorum, Vimania („der Präfekt des zweiten valerischen Reiterschwadrons der Sequaner in Vemania“).
Vermutlich handelte es sich bei den Angehörigen dieser Truppe in der Mehrzahl um keltoromanische Sequaner, die ursprünglich in der Gegend von Besançon/Vesontio (zwischen Saone und westlicher Schweizer Jura), Provinz Maxima Sequanorum, rekrutiert worden waren. Eine Ala bestand generell aus rund 500 Reitern, im Kastell selbst dürften maximal 200 Soldaten untergebracht gewesen sein. Die übrigen 300 Mann waren vermutlich als Besatzung auf die zwölf bis fünfzehn Burgi zwischen Vemania und Brigantium aufgeteilt. 296 bis 299 n. Chr. nahm die Einheit an einem Afrikafeldzug Kaiser Maximians teil. Zahlreiche Geldstücke mit dem Prägestempel der kaiserlichen Münze in Carthago aus einem der Hortfunde (siehe unten) bezeugen ihren Einsatz in Nordafrika.

## Funde
Zu den bedeutendsten Artefakten zählen vier Hortfunde; zwei – ein Streufund in der Nähe des Tores und einer von 387 Münzen in der Kaserne am südlichen Teil der Ostmauer – sind mit ziemlicher Sicherheit in die Jahre 282/283 zu datieren. Ein weiterer Hort mit 771 Folles aus Karthago wurde in der Mannschaftsbaracke an der Nordmauer und ein zweiter – bestehend aus Münzen und Frauenschmuck – am südlichen Ende derselben Kaserne gefunden. Letzterer besteht aus 157 Münzen, die ursprünglich in einem Leinenbeutel verwahrt waren. In einem Holzkästchen befanden sich eine Auswahl von goldenen Halsketten, Arm-, Ohr- und Fingerringen. Als Besitzer der Gegenstände kommen aufgrund ihres Wertes am ehesten ein höherer Offizier beziehungsweise möglicherweise auch der Kommandant des Lagers und dessen Frau in Frage. Diese beiden Hortfunde lassen sich in die Jahre 302/303 datieren.
Funde von Schlackenresten und Werkzeugen, Bohrern, Hobeln, Meißeln, Bolzengeschossen und Pfeilspitzen belegen den Betrieb von Schmiede-, Bronze- und Holzwerkstätten im Kastell. Daneben fand man diverses Küchengeschirr, Beschläge, Fahrzeugteile und Steigbügel, zwei Kalkbrennöfen, fünfundsechzig Gruben, fünfhundert Pfostenlöcher, fünfzig Herd- oder Feuerstellen und etwa 5700 Tierknochen unterschiedlichster Art wurden beobachtet. Darunter befanden sich bemerkenswerterweise auch die eines Kamels. Sie konnten als die Knochen eines baktrischen Kamels bestimmt werden. Es wurde wahrscheinlich von der Besatzung bei ihrer Rückkehr aus Afrika als Lasttier mitgeführt.

## Limesverlauf
von Kastell Vemania bis Cambodunum
| ON/Name                     | Beschreibung/Zustand                               | Abbildung |
| --------------------------- | -------------------------------------------------- | --------- |
| Wachturm/Burgus Nellenbruck |                                                    |           |
| Wachturm/Burgus Wenk        | Turm mit quadratischen Grundriss, 11,5 m × 11,5 m. |           |
| Wachturm/Burgus Buchenberg  |                                                    |           |
| Wachturm/Burgus Ahegg       | → Hauptartikel : Burgus Ahegg                      |           |
| Kastell Cambodunum          | → Hauptartikel : Cambodunum                        |           |

## Hinweise und Fundverbleib
Die Anfahrt mit dem PKW erfolgt über Kleinhaslach, Kreuzung nach Rotenbach bzw. Burkwang. Von hier aus kann man die Fundstelle zu Fuß über einen nach Osten führenden Feldweg erreichen. Ein Modell des römischen Kastells und einige Fundstücke werden im Museum am Mühlturm in Isny gezeigt bzw. aufbewahrt. Alle weiteren Fundstücke sind im Landesmuseum Württemberg in Stuttgart ausgestellt.

## Denkmalschutz
Das Bodendenkmal ist als eingetragenes Kulturdenkmal im Sinne des Denkmalschutzgesetzes des Landes Baden-Württemberg (DSchG) geschützt. Nachforschungen und gezieltes Sammeln von Funden sind genehmigungspflichtig, Zufallsfunde an die Denkmalbehörden zu melden.